# 彭绍雄
彭绍雄（1989年5月27日—），已退役的中国足球运动员，司职中场，曾效力于中超球队广州恒大。

## 俱乐部生涯
彭绍雄就读广州江南二小和海珠体校，被提拔到市队和省队。
彭绍雄在2007年从广州医药的二队租借到中乙球队广东日之泉，但一直没能成为球队主力球员。2010年被提升到一队效力才正式回归广州队。他在4月10日广州客场3比3战平浦东中邦的比赛中第一次代表广州队亮相。5月7日，彭绍雄打进加盟广州队后的第一个联赛进球，帮助球队客场3比1击败上海东亚。
随队升上中超后，彭绍雄虽然多次进入替补名单，但仅在第11轮对阵陕西浐灞的比赛中为广州队后备上阵一次。他之后租借和转会中乙球队梅州客家。他在2016年短暂效力澳门甲组足球联赛球队加義后退役。

## 轶事
彭绍雄退役后在广州开设“好面善”粥粉面店。